# WASP-73
WASP-73 (HD 202678) — звезда в созвездии Индейца. Находится на расстоянии приблизительно 1027 световых лет от Солнца. Вокруг звезды обращается, как минимум, одна планета.

## Характеристики
WASP-73 представляет собой жёлто-белый субгигант, звезду 10,5 величины, не видимую невооружённым глазом. Впервые в астрономической литературе  упоминается под наименованием HD 193334 в каталоге Генри Дрейпера, изданном в начале XX века. Масса и радиус звезды равны 1,34 и 2,07 солнечных соответственно. Температура её поверхности составляет приблизительно 6030 кельвинов. Светимость звезды превосходит солнечную в 5,2 раза.

## Планетная система
В 2013 году группой астрономов, работающих в рамках программы SuperWASP, было объявлено об открытии планеты WASP-73 b в системе. Это типичный горячий юпитер с массой и радиусом, равными 1,88 и 1,16 юпитерианских соответственно. Планета обращается на расстоянии около 0,05 а.е. от родительской звезды, совершая оборот за четверо с лишним суток. Открытие планеты было совершено транзитным методом.